# Henry Herbert (1er comte de Carnarvon)
Pour les articles homonymes, voir Henry Herbert et Herbert.
Henry Herbert, 1er comte de Carnarvon (20 août 1741 - 3 juin 1811), connu sous le nom de Lord Porchester de 1780 à 1793, est un homme politique britannique whig qui siège à la Chambre des communes de 1768 à 1780 puis est élevé à la Pairie en tant que baron Porchester. Il est maître du cheval de 1806 à 1807 au ministère de tous les talents dirigé par Lord Grenville.

## Jeunesse
Il est le fils du major-général William Herbert (c. 1696 - 31 mars 1757), cinquième fils de Thomas Herbert (8e comte de Pembroke). Sa mère est Catherine Elizabeth Tewes (décédée le 28 août 1770). Il fait ses études au Collège d'Eton et au Magdalene College, à Cambridge et hérite du Château de Highclere de son oncle, l’honorable Robert Sawyer Herbert, en 1769.

## Carrière politique
Il siège à la Chambre des communes comme l'un des deux représentants de Wilton de 1768 à 1780. La dernière année, il est élevé à la pairie sous le nom de baron Porchester, de Highclere, dans le comté de Southampton. En 1793, il est fait comte de Carnarvon, dans la Principauté de Galles. Il sert ensuite comme maître du cheval de 1806 à 1807 au ministère de tous les talents dirigé par Lord Grenville et est admis au Conseil privé en 1806.

## Mariage et descendance
Le 15 juillet 1771, Lord Carnarvon épouse Alicia Maria Wyndham (décédée en 1826) fille de Charles Wyndham (2e comte d'Egremont), dont il a cinq fils et une fille:
- Henry Herbert (2e comte de Carnarvon) (1772–1833), fils aîné et héritier.
- Charles Herbert (officier) (1774-1808).
- William Herbert (1778-1847).
- Frances Herbert (c. 1782-1830), qui épouse Thomas Reynolds-Moreton (1er comte de Ducie).
- George Herbert (1789-1825), vicaire de Tibenham, Norfolk .
- Algernon Herbert (1792-1855), antiquaire.